# Emparejamiento selectivo

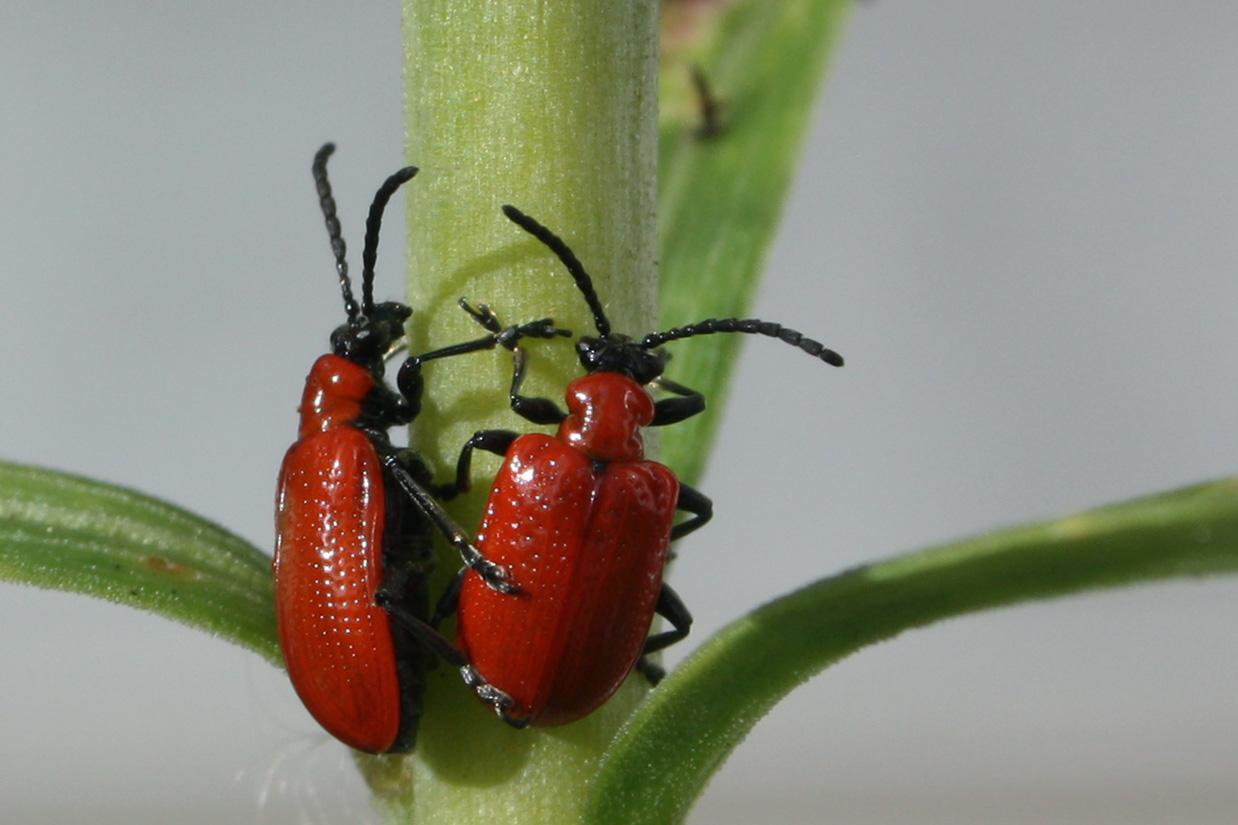
Habla sobre el emparejamiento selectivo

El emparejamiento selectivo u homogamia, es la tendencia de un sujeto a emparejarse con otros individuos que se asemejan a él en algún aspecto.
Este término psicológico es en realidad aplicable a cualquier especie que tenga reproducción sexual, pero se ha estudiado sobre todo en humanos, donde el factor clave encontrado no ha sido una característica de la personalidad, sino el CI.
En la literatura científica castellana el concepto viene heredado del inglés assortative mating.
Existe una clara tendencia a asociar este fenómeno con aspectos de la clase social más que a otros factores, aunque parecen tener menos importancia de la que históricamente se le ha dado.
El emparejamiento selectivo conllevaría una mayor heredabilidad de los rasgos físicos, de personalidad o de inteligencia, dándose un mayor parecido en esos rasgos entre los hermanos de una misma familia. En humanos, la estratificación social aumentaría como resultado de este proceso y no al contrario.
El emparejamiento selectivo es uno de los mecanismos propuestos para explicar la especialización simpátrica. Se produciría por este fenómeno una separación entre dos genotipos considerados deseables dejando los genotipos intermedios de tener valor en términos de aptitud biológica, con lo que desaparecerían.
En humanos se han propuesto diversos rasgos (altura, inteligencia, edad, clase social o incluso parecido facial); sin embargo, en el único estudio realizado en España (ver bibliografía) sólo se encontró correlación significativa en la inteligencia.
Simon Baron-Cohen, director del Centro para la Investigación del Autismo en Cambridge, Reino Unido, mantiene la hipótesis de que el emparejamiento selectivo podría explicar el aumento de los diagnósticos de trastornos del trastorno del espectro autista observado en poblaciones con gran concentración de ingenieros, informáticos o profesionales técnicos en general, como por ejemplo sucede en Silicon Valley.
Simon Baron-Cohen ha descrito en su libro The Essential Difference, publicado en castellano bajo el título de La Gran Diferencia, su teoría del "cerebro extremadamente masculino" para el autismo. En esta teoría, Baron-Cohen postula la existencia del "cerebro masculino", particularmente diseñado para la "sistematización", y del "cerebro femenino", especialmente adaptado para la "empatía". Tanto hombres como mujeres varían en el grado en que poseen un cerebro típicamente de su sexo; algunos hombres son más sistematizadores que otros, y algunas mujeres son más empáticas que otras. Baron-Cohen plantea la hipótesis de que los trastornos del espectro autista puedan ser el resultado del emparejamiento selectivo entre algunos hombres (y mujeres) que poseen cerebros extremadamente masculinos, buenos para la sistematización pero carentes de empatía. Su teoría da explicación tanto de muchas (aunque no todas) de las manifestaciones clínicas del autismo (como los severos déficits en las relaciones interpersonales, mientras se mantienen habilidades normales e incluso excepcionales en otros ámbitos) como del hecho de que la abrumadora mayoría de afectados por el trastorno del espectro autista son hombres.